# Vol. 4
Vol. 4 četvrti je studijski album britanskog heavy metal-sastava Black Sabbath. Diskografska kuća Vertigo Records objavila ga je u rujnu 1972. Prvi je album skupine za čiju produkciju nije zaslužan Rodger Bain; potpisuje ju sam sastav. Patrick Meehan, tadašnji menadžer grupe, naveden je kao koproducent, ali u stvarnosti nije toliko utjecao na produkciju.

## Snimanje
Premda se zasluge za produkciju na albumu Vol. 4 službeno pripisuju Black Sabbathu i Patricku Meehanu, za veći je dio produkcije zaslužna sama skupina. „To je prvi album za koji smo produkciju sami odradili”, rekao je pjevač Ozzy Osbourne 1972. „Prije nam je producent bio Rodger Bain i, iako je stvarno dobar, nije baš imao sluha za skupinu. Bilo je problema u komunikaciji. Ovaj smo put sve odradili s Patrickom (Meehanom), našim menadžerom, i mislim da smo svi jako sretni [...]. Bilo je odlično raditi u američkom studiju.” Meehan gotovo uopće nije ostavio doprinos u produkciji albuma, ali je prema Iommijevim riječima svejedno želio biti naveden kao producent.
Snimanje su pratili brojni problemi, uglavnom zbog zloupotrebe opijata. Članovima skupine u studio su redovito dostavljali kutije pune kokaina.
Kako je imao teškoće sa snimanjem pjesme „Cornucopia” nakon što je „sjedio usred sobe i samo se drogirao”, bubnjar Bill Ward strahovao je da će ga izbaciti iz sastava. „Mrzio sam tu pjesmu, u njoj su neke stvarno grozne dionice. Na kraju sam uspio, ali svi su bili hladni prema meni. 'Odi doma, nikome sad nisi od koristi.' Činilo mi se kao da sam uprskao i da će mi dati nogu.” U knjizi How Black Was Our Sabbath tvrdi se da je Ward „uvijek pio, ali rijetko je djelovao pijano. Kad se osvrnemo, to je možda bio znak za uzbunu. Očito je gubio kontrolu nad sobom.” Iommi u svojoj autobiografiji tvrdi da je Ward umalo umro nakon što se usred snimanja jedna psina otela kontroli. Vila u Bel Airu koju je sastav unajmio pripadala je Johnu du Pontu i članovi su u jednoj sobi pronašli nekoliko limenki sprejeva zlatne DuPontove boje. Kad su zatekli Warda gola i nesvjesna nakon opijanja, obojili su ga od glave do pete tim limenkama, no pritom su mu začepili pore i uhvatio ga je napadaj.
U svojoj autobiografiji I Am Ozzy Osbourne je temeljito opisao snimanje tog albuma: „Zanemarimo li sve te pizdarije, što se glazbe tiče, bili smo na vrhuncu tih nekoliko tjedana u Bel Airu.” Međutim, dodao je: „S vremenom smo se počeli pitati odakle dolazi sva ta vražja koka [...]. [B]ila je to najbjelja, najčišća, najjača zamisliva stvar. Poslije jednog šmrka postaješ kralj svemira.” Za vrijeme nastupa u Hollywood Bowlu Iommija su sustigle posljedice zloupotrebe kokaina. „Tony je doslovno danima uzimao koku. Svi smo to činili, ali Tony je prešao granicu. [...] Napustio je pozornicu i kolabirao”, rekao je Osbourne. Istog je dana za vrijeme tonske probe pomahnitali vjerski fanatik pokušao doći do pozornice i ubosti Iommija bodežom, ali ga je u tome spriječila putujuća ekipa sastava. Basist Geezer Butler rekao je da su poslije toga svi „htjeli poći na odmor”.
Osbourne je također izjavio da su se članovi skupine stalno pribojavali toga da će biti uhićeni, a ti su se strahovi pogoršali nakon što su u kinu odgledali film Francuska veza o njujorškim policajcima na tajnom zadatku koji otkrivaju međunarodnu mrežu krijumčara heroina. „Kad se na ekranu prikazao popis zasluga,” Osbourne je komentirao, „već sam hiperventilirao.” Godine 2013. Butler je u intervjuu s časopisom Mojo izjavio da je skupina imala doticaj i s heroinom u to vrijeme: „Šmrkali smo ga, nikad si ga nismo ufiksali [...]. Nisam uopće bio svjestan toga koliko je sve pošlo po zlu dok se nisam vratio kući, vlastita me djevojka nije prepoznala.”

## Pjesme
Sastav je na albumu nastavio dorađivati žestoki glazbeni stil po kojem je postao poznat, ali se posvetio i drukčijim glazbenim izričajima. U lipnju 2013. časopis Mojo napisao je: „Ako su piće i marica pomogli oblikovati ranije Sabbathove albume, za Vol. 4 zaslužan je kokain [...]. Bez obzira na ovisnosti članova sastava koje su se sve više pogoršavale, u glazbenom je smislu Vol. 4 još jedno ambiciozno djelo. Žestoka strana skupine netaknuta je na pjesmama kao što su 'Tomorrow's Dream', 'Cornucopia' i hipnotična 'Supernaut' (omiljena Franku Zappi i koja sadrži bubnjarsku dionicu Billa Warda nadahnutu soulom), ali gitarski uvod u pjesmu 'St. Vitus Dance' po živahnosti podsjeća na Led Zeppelin, a 'Laguna Sunrise' Iommijeva je neoklasična, sjetna instrumentalna pjesma.” Iommi je napisao tu pjesmu nakon što je probdio cijelu noć i promatrao izlazak sunca u Laguna Beachu. Orkestar je u studiju pratio Iommijevu gitaru, ali članovi orkestra nisu htjeli svirati dok im dionice nisu bile napisane na partituri. Orkestar je svirao i na pjesmi „Snowblind”.
„Snowblind” je najočiglednija aluzija skupine na kokain, drogu koju je u to vrijeme uzimala. Tako je u početku glasio i naslov albuma, no Vertigo Records nije želio objaviti album kojem se u naslovu nalazi tako očita aluzija na drogu. U bilješkama priloženim uz album skupina zahvaljuje „odličnoj KOKI-coli”, a Osbourne je u svojoj autobiografiji napisao: „Snowblind je bio jedan od najboljih albuma Black Sabbatha – iako nam diskografska kuća nije dala da zadržimo taj naslov jer je u to doba kokain bila strašna stvar i nije se htjela nositi s kontroverzijama. Nismo se bunili.”
Premda je većina pjesama na albumu žestoka i stilski tipična za skupinu, pojedine su pjesme nježnije. Primjerice, pjesma „Changes”, za koju je glazbu napisao Iommi, a tekst Butler, klavirska je balada popraćena melotronom. Iommi je samostalno naučio svirati glasovir nakon što je naišao na jedan u jednoj od soba vile u Bel Airu. Upravo je na tom glasoviru napisana ta pjesma. „Tony je samo sjeo za klavir i osmislio taj prekrasni rif”, Osbourne je napisao u svojoj autobiografiji. „Pjevušio sam popratnu melodiju, a Geezer je napisao tužne stihove o Billovu prekidu s njegovom suprugom. Pjesma mi je postala izvrsna čim smo je snimili.”
„FX” je nastala slučajno u studiju. Dok je sastav pušio hašiš, križ koji je visio Iommiju oko vrata slučajno mu je udario u žice gitare i članove je zainteresirao čudan zvuk koji je nastao. Pjesmi je dodana jeka i članovi skupine udarali su gitaru različitim predmetima kako bi stvorili neobične zvukove. Iommi je pjesmu prozvao „sprdačinom”.
U razgovoru s novinarom časopisa Circus Raves Iommi je izjavio da se sastav na albumu „potpuno promijenio – kao da smo preskočili album [...]. Htjeli smo poći predaleko.”

## Omot albuma
Izvorni je naslov albuma glasio Snowblind, što je bila aluzija na pjesmu „Snowblind” i količinu kokaina koju je sastav konzumirao tijekom rada na uratku. Međutim, Butler je izjavio da je diskografskoj kući taj naslov bio preopasan te da je preimenovala album u Vol. 4. i izmijenila mu omot dok je skupina bila na odmoru. Na omotu se nalazi jednobojna fotografija Ozzyja Osbournea s podignutim rukama i dvama prstima u zraku, a uslikao ju je Keith McMillan u siječnju 1972. na koncertu Black Sabbatha u Birmingham Town Hallu. Na izvornom izdanju albuma svakog člana predstavlja zasebna fotografija, a sam sastav u cijelosti je prikazan na fotografiji s istog nastupa u Birminghamu.
Izvorni omot albuma stekao je kultni status i u više je navrata imitiran i parodiran. Slični su mu omot kompilacije Peaceville Volume 4 (1992.), EP-a Volume Two (1992.) sastava Sleep, albuma Longmont Potion Castle Vol. 4 Longmonta Potiona Castlea (2001.) i EP-a Planet Caravan (1994.) grupe Pantera.
Omot američkog izdanja albuma na kaseti sadrži drukčiju ilustraciju: pozadina je žuta, a Ozzy je crn.

## Objava i recenzije
| Recenzije                     | Recenzije           |
| Izvor                         | Ocjena              |
| ----------------------------- | ------------------- |
| AllMusic                      | [ 19 ]              |
| Classic Rock                  | [ 20 ]              |
| Encyclopedia of Popular Music | [ 21 ]              |
| The Great Rock Discography    | 8/10                |
| Pitchfork                     | 9.0/10              |
| The Rolling Stone Album Guide | [ 24 ]              |
| Rolling Stone                 | pozitivna recenzija |
| Spin Alternative Record Guide | 8/10                |
| Sputnikmusic                  | 1,5/5               |

Vol. 4 objavljen je u rujnu 1972., a premda ga je većina kritičara negativno ocijenila, postigao je zlatnu nakladu u manje od mjesec dana i postao je četvrti album skupine zaredom koji je u SAD-u prodan u više od milijun primjeraka. Dosegao je 13. mjesto na Billboardovoj ljestvici u SAD-u i osmo mjesto na britanskoj ljestvici albuma. Pjesma „Tomorrow's Dream” objavljena je kao singl, no nije se pojavila ni na jednoj ljestvici. Poslije veće turneje po SAD-u sastav je 1973. prvi put otišao na australsku turneju, nakon čega su uslijedili koncerti u Europi.
Kritičar Lester Bangs, koji je ismijao prijašnje albume skupine, pohvalio je Vol. 4 napisavši u časopisu Creem: „Vidjeli smo kako se Stoogesi divlje bore s tamom [...] i kako je Alice Cooper iskorištava koliko može i pretvara u cirkus. No samo jedan sastav iskreno se bavi njome, onako da to nešto znači velikom dijelu publike; ne samo da se uhvatio u koštac s njom u privatnim i moćnim mitskim strukturama nego i doživljava procvat. Taj je sastav Black Sabbath.” Bangs je također usporedio stihove skupine sa stihovima Boba Dylana i Williama S. Burroughsa.
U lipnju 2000. časopis Q uvrstio je album na 60. mjesto svojeg popisa 100 najboljih britanskih albuma svih vremena i opisao ga je kao „zvuk drogeraških, pijanih huligana iz britanske često izrugivana kulturnog pazuha koji se opuštaju u Los Angelesu”. U biografiji Black Sabbath: Symptom of the Universe iz 2013. Mick Wall komentirao je da je pjesma „Under the Sun” postala „zvučnim putokazom” skupinama koje su došle nekoliko godina poslije Black Sabbatha, npr. Iron Maidenu i Metallici. Frank Zappa izjavio je da mu je „Supernaut” jedna od najdražih pjesama svih vremena. Ta je pjesma također bila jedna od omiljenih Johnu Bonhamu, bubnjaru Led Zeppelina.
Kerrang! ga je uvrstio na 48. mjesto popisa 100 najboljih heavy metal-albuma svih vremena. Rolling Stone postavio ga je na 14. mjesto popisa 100 najboljih metal-albuma svih vremena iz 2017. Uradak se spominje i u knjizi 1001 album koji morate poslušati prije smrti. Godine 1991. Chuck Eddy postavio ga je na 139. mjesto popisa 500 najboljih heavy metal-albuma. Primijetivši da su neki rani obožavatelji „napustili brod” kad je izašao Vol. 4, komentirao je da ga ostali obožavatelji smatraju najboljim albumom Black Sabbatha, što pripisuje „džezu” na uratku. Posebno je istaknuo i dijelove pjesme „Cornucopia” i dionicu prije kraja pjesme „Wheels of Confusion” zato što sadrže upečatljivu „hipnotičku mrežu bubnjarskih ritmova”, a dodao je i da se pjesma „Supernaut” može usporediti s „Black Satin” Milesa Davisa.

## Popis pjesama
Sve je tekstove napisao Geezer Butler. Svu je glazbu napisao Black Sabbath (Butler, Ozzy Osbourne, Tony Iommi i Bill Ward).
| 1. | »Wheels of Confusion«        | 8:02 |
| 2. | »Tomorrow's Dream«           | 3:12 |
| 3. | »Changes«                    | 4:44 |
| 4. | »FX« (instrumentalna pjesma) | 1:44 |
| 5. | »Supernaut«                  | 4:50 |

| B-strana | B-strana                                 | B-strana | B-strana | B-strana | B-strana | B-strana | B-strana | B-strana | B-strana |
| Br.      | Skladba                                  | Trajanje |          |          |          |          |          |          |          |
| -------- | ---------------------------------------- | -------- | -------- | -------- | -------- | -------- | -------- | -------- | -------- |
| 1.       | »Snowblind«                              | 5:33     |          |          |          |          |          |          |          |
| 2.       | »Cornucopia«                             | 3:55     |          |          |          |          |          |          |          |
| 3.       | »Laguna Sunrise« (instrumentalna pjesma) | 2:53     |          |          |          |          |          |          |          |
| 4.       | »St. Vitus Dance«                        | 2:30     |          |          |          |          |          |          |          |
| 5.       | »Under the Sun«                          | 5:53     |          |          |          |          |          |          |          |
| 42:18    |                                          |          |          |          |          |          |          |          |          |

## Zasluge
| Black Sabbath - Ozzy Osbourne – vokal - Tony Iommi – gitara, glasovir, melotron - Geezer Butler – bas-gitara, melotron - Bill Ward – bubnjevi, udaraljke | Ostalo osoblje - Patrick Meehan – produkcija - Colin Caldwell – inženjer zvuka - Vic Smith – inženjer zvuka - Bloomsbury Group – dizajn - Keith McMillan – fotografija |

## Ljestvice
| Ljestvica (1972.)             | Najviša pozicija |
| ----------------------------- | ---------------- |
| Australija                    | 1.               |
| Finska                        | 2.               |
| Italija                       | 18.              |
| Japan                         | 46.              |
| Kanada                        | 5.               |
| Norveška (VG-lista)           | 7.               |
| Njemačka (Offizielle Top 100) | 8.               |
| SAD (Billboard 200)           | 13.              |
| Ujedinjeno Kraljevstvo (OCC)  | 5.               |